# Eleothreptus
Genre
Eleothreptus est un genre d'oiseaux de la famille des Caprimulgidae.

## Taxinomie et systématique
Le genre était autrefois monotypique, ne comptant que l'Engoulevent à faucilles (E. anomalus). En 2010, la révision de Han et al. de la systématique de la famille ajoute l'Engoulevent à ailes blanches (E. candicans), qui était jusqu'alors dans le genre Caprimulgus.
D'après la classification de référence (version 3.3, 2013) du Congrès ornithologique international (ordre phylogénique) :
- Eleothreptus anomalus – Engoulevent à faucilles
- Eleothreptus candicans – Engoulevent à ailes blanches